# Этавах
Этавах (англ. Etawah, хинди इटावा) — город на западе центральной части штата Уттар-Прадеш, Индия. Административный центр округа Этавах.

## История
Этавах был одним из основных центров Восстания Сипаев 1857 года.

## География
Абсолютная высота — 125 метров над уровнем моря. Расположен на левом берегу реки Джамна.

## Население
По данным на 2013 год численность населения составляет 360 903 человека.
Динамика численности населения города по годам:
| 1991    | 2001    | 2013    |
| ------- | ------- | ------- |
| 124 072 | 210 453 | 360 903 |

## Транспорт
Через город проходит основная железнодорожная ветка, соединяющая Дели и Калькутту.